# Le Dictionnaire de Laurent Baffie
Le Dictionnaire de Laurent Baffie est un dictionnaire humoristique de Laurent Baffie contenant plusieurs centaines de  définitions ou citations. Publié le 11 octobre 2012, il est dédié à Sandrine Baffie.

## Résumé
L'auteur illustre des mots choisis dans la langue française avec des définitions absurdes, de nombreux jeux de mots et de fausses citations. 